# Urmeniș
Urmeniș è un comune della Romania di 2178 abitanti, ubicato nel distretto di Bistrița-Năsăud, nella regione storica della Transilvania.
Il comune è formato dall'unione di 10 villaggi: Câmp, Coșeriu, Delureni, Fânațe, Podenii, Scoabe, Șopteriu, Urmeniș, Valea, Valea Mare.